# Musée des grenouilles (Estavayer)
Le musée des grenouilles se situe dans la ville d'Estavayer, dans le canton de Fribourg, en Suisse, où il occupe la Maison de la Dîme depuis 1927. Son nom officiel est le Musée d'Estavayer-le-Lac et ses grenouilles, mais il est surnommé « Musée des grenouilles » à cause de sa collection de grenouilles, naturalisées et disposées en saynètes reproduisant des attitudes humaines.

## Historique
Le Musée d'Estavayer est un musée régional. Il a été aménagé dans une ancienne demeure seigneuriale du XVe siècle. La plupart des collections proviennent de legs de familles staviacoises ou fribourgeoises, ce qui permet de revisiter la culture et l'histoire de la région. Son surnom « Musée des Grenouilles » est dû à sa collection de 108 grenouilles naturalisées. Celles-ci prennent des poses humaines et illustrent la vie quotidienne du XIXe siècle. Le musée est initié par la Société de développement de la ville, dès 1900. L'inauguration officielle, sous sa forme toujours actuelle de musée communal, a lieu le 8 mai 1927.
Le musée est composé de cinq salles. Chacune possède une cohérence thématique : l'armement, la vie quotidienne, la vie domestique, l'histoire naturelle ainsi que la vie à la ferme, et la collection des grenouilles. Le musée accueille aussi des expositions temporaires.

## Histoire du bâtiment
La maison dans laquelle le musée est installé est achetée en 1406 par Humbert le Bâtard. Il est le seigneur d'Estavayer et le demi-frère d'Amédée VIII, comte de Savoie. La maison lui sert d'habitation jusqu'à sa mort en 1443. La façade sur rue est restée presque inchangée depuis 1408. L'ensemble résidentiel d'Humbert disposait à l'arrière de plusieurs cours, accessibles par le passage sous le musée. À l'époque s'y trouvaient les jardins potagers, convertis au XXe siècle en jardin public. Avant d'être transformée en Musée et d'ouvrir ses portes au public en 1927, la maison connaît différentes utilisations comme école, grenier et maison de la dîme. Malgré le grand nombre de fonctions différentes, elle possède encore sa structure initiale.

## Collections

### Armement
Le musée d'Estavayer possède une grande collection d'armes, dont une partie a été confiée au musée par les habitants d'Estavayer, alors que d'autres proviennent de l'étranger. La majorité de cette collection est léguée par Hubert de Boccard (1835-1908), membre d'une famille noble de la ville et grand voyageur. Ayant servi dans l'armée, il s'est passionné d'armes, qu'il a collectionnées.
La collection contient des armes d'hast, des armes à feu, des armes blanches et d'autres éléments de l'équipement militaire. La frontière proche avec la France a amené à deux reprises des régiments étrangers dans la région : les Bourbakis dans les années 1870 et les Spahis durant la Seconde Guerre mondiale. Leurs traces, sous la forme d'objets militaires et de cadeaux, ont par la suite intégré le musée.

### Objets du quotidien
Ces objets proviennent pour la plupart de familles de la région, qui en ont fait don ou les ont légués au musée. Ils appartiennent aux mondes de l'artisanat et de la vie domestique. Les outils représentent principalement les métiers du bois, du cuir et du métal. On retrouve la sphère privée et familiale avec des habits et accessoires, une cuisine reconstituée à la manière du XVIIe siècle ou encore des rouets. Par ailleurs, des dizaines d'anciennes serrures et clés sont également exposées.

### Tableaux et cartes
De nombreux tableaux ornent les murs de l'exposition. On distingue trois groupes principaux : les personnalités historiques et membres des familles de la grande bourgeoisie de la région, les vues d'Estavayer et de ses environs, et les représentations religieuses.

### Histoire Naturelle
Le musée possède également une collection d'histoire naturelle composée d'un grand nombre d'oiseaux naturalisés de la région d'Estavayer, mais aussi d'animaux provenant d'autres pays. Un caïman fait partie de ces animaux plus exotiques. Des insectes sont aussi exposés.

### Collection de Grenouilles
La collection la plus connue du musée d'Estavayer est celle qui lui donne son surnom de « Musée des grenouilles ». La dernière salle du musée contient 108 grenouilles naturalisées, installées dans des postures humaines. Ces mises en scène datent du milieu du XIXe siècle et le mystère de leur création n'a jamais pu être entièrement levé. Selon la légende, elles ont été fabriquées par François Perrier, ancien officier subalterne au Vatican jusqu'en 1848. Il a cherché à reproduire des instants de la vie quotidienne d'Estavayer à cette époque. Les batraciens sont disposés pour un banquet électoral, dans une salle de classe, pour un dîner de famille, ou encore sous les traits de soldats à l'exercice. La collection de grenouilles est arrivée dans le musée au cours des années 1920-1930. Elle a été entièrement rénovée entre 2012 et 2015, et la salle qui l'accueille a été refaite à cette occasion.

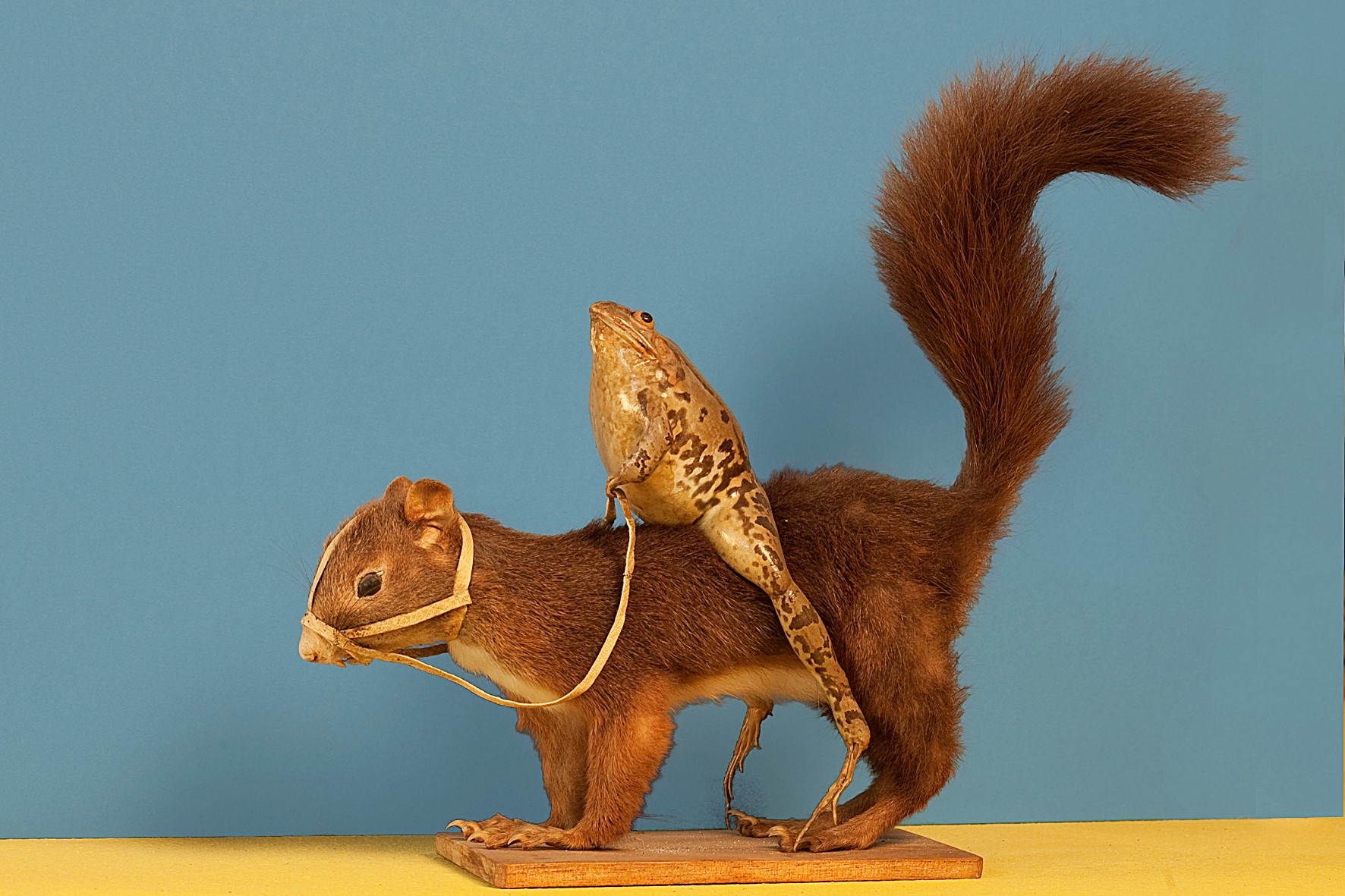
Grenouille naturalisée montée sur un écureuil lui aussi empaillé
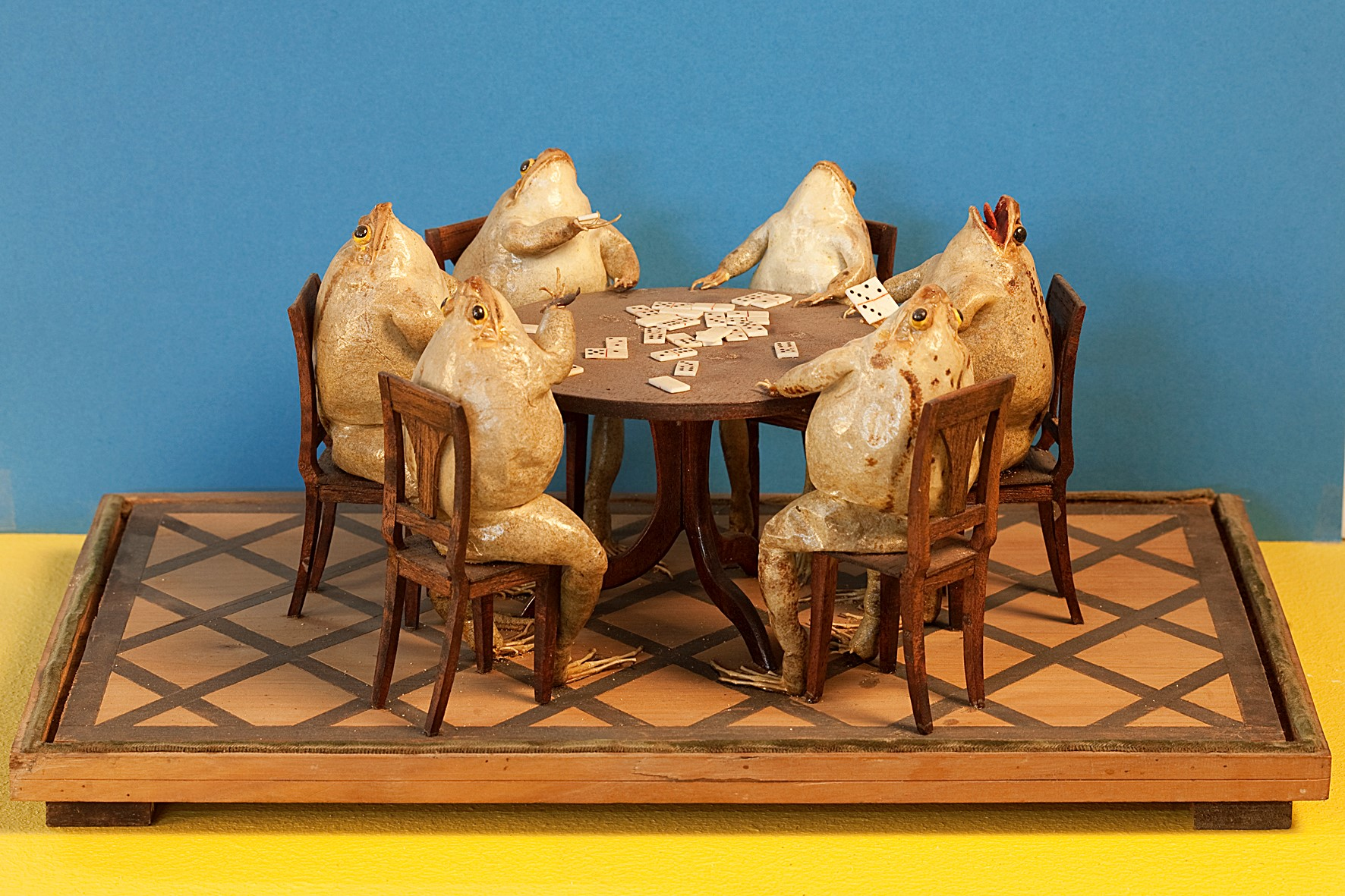
Grenouilles naturalisées installées dans une scène de jeu de domino autour d'une table